# توماش زیب
 توماش زیب (انگلیسی: Tomáš Zíb؛ زاده ۳۱ ژانویهٔ ۱۹۷۶) یک تنیس‌باز اهل جمهوری چک است. 